# Асано Таданобу
Асано Таданобу (яп. 浅野忠信 ім'я при народженні Сато Таданобу яп. 佐藤 忠信, народився 27 листопада 1973 року, Йокогама Японія) — японський кіноактор та музикант.

## Біографія
Таданобу Асано народився в місті Йокогама. Його батько — японець, а мати походить з індіанського племені Навахо. Першу роль Таданобу Асано зіграв у 16 років на телебаченні завдяки батькові, який був агентом в акторському бізнесі. Потім ролі в кіно, де Таданобу Асано дебютував в 1990 році у фільмі «Плисти вгору за течією».
Прославився Таданобу Асано ролями у фільмах на самурайську тему, в першу чергу в драмі на тему одностатевої любові «Табу» і в драматичному бойовику «Дзатоіті». У 2007 році зіграв Чингісхана у фільмі Сергія Бодрова «Монгол». Крім роботи в кіно, займається також музикою, перший кліп записав ще наприкінці 80-х років.
Дружина Таданобу Асано — японська співачка. У них двоє синів.

## Визнання і нагороди
У 1997 році був визнаний найпопулярнішим виконавцем у Японії, в 2004 році — номінований на премію за найкраще виконання ролі другого плану у фільмі «Дзатоіті». На Венеціанському кінофестивалі в 2003 році отримав премію як найкращий актор за головну роль у фільмі «Останнє життя у всесвіті».

## Вибрана фільмографія
- 1996 — Лабіринт снів
- 1999 — Табу
- 1999 — Слова зайві
- 2003 — Дзатоіті
- 2004 — Vital
- 2004 — Стиль виживання 5+
- 2005 — Такешиз
- 2007 — Монгол
- 2011 — Тор
- 2013 — Тор: Царство темряви
- 2013 — 47 Ронін
- 2017 — Тор: Раґнарок
- 2019 — Мідвей
- 2020 — Мінамата
- 2021 — Мортал Комбат
- 2021 — Кейт
- 2024 — Сьоґун
- 2025 — Мортал Комбат 2